# Mjölkgrop

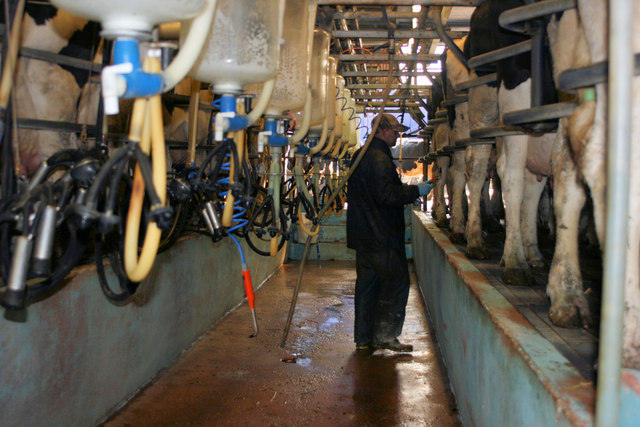
Mjölkgrop

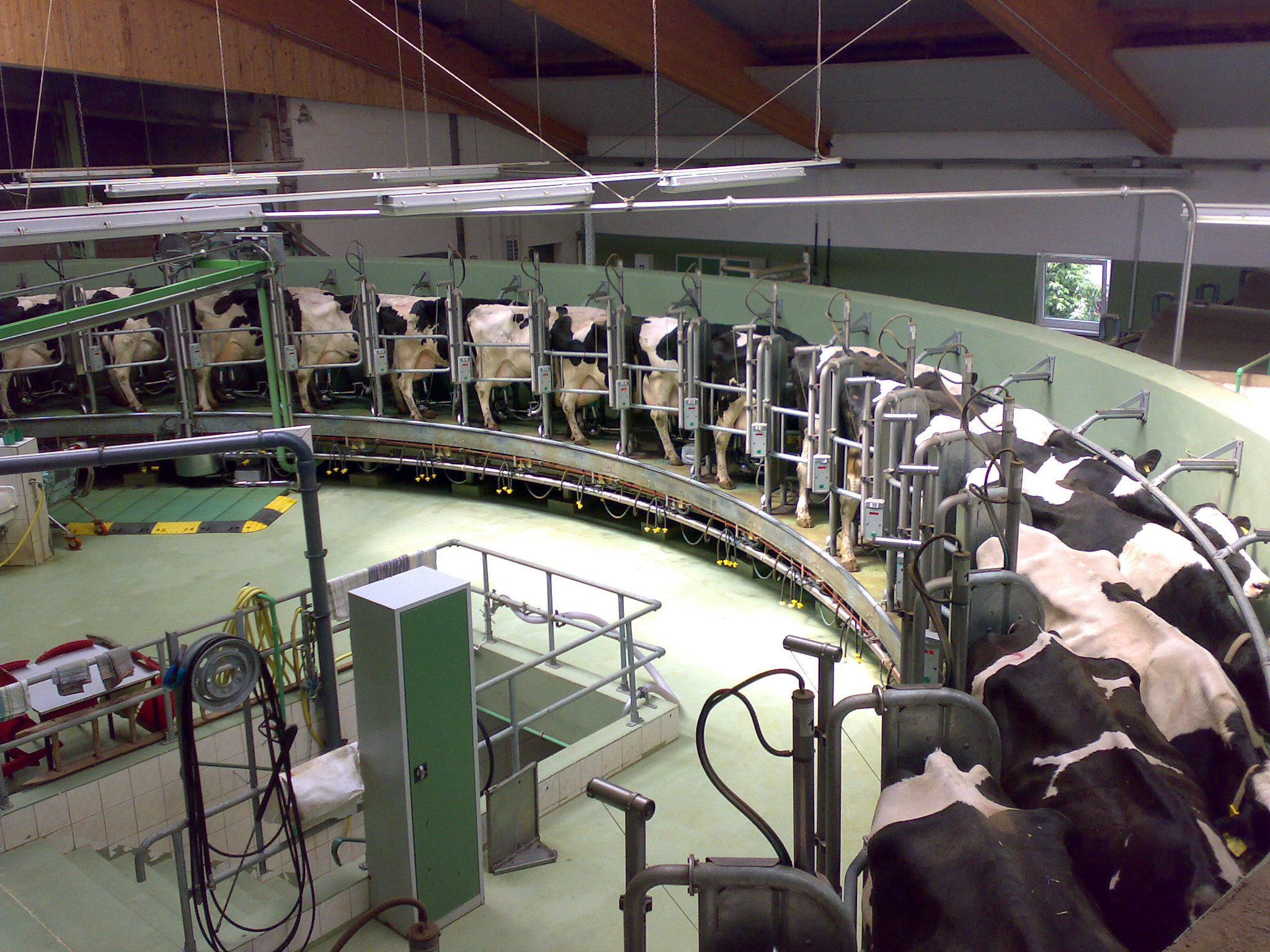
Mjölkkarusell

En mjölkgrop är en del i ett system för mjölkning av främst nötkreatur som bygger på att djuren förs förbi mjölkningsmaskiner som är fast monterade längs med en nedsänkning (gropen) i ladugårdens golv. 
En vanlig typ av mjölkgrop i svensk mjölkproduktion är fiskbensstallet. Namnet kommer från att korna under mjölkning står i vinkel på båda sidor om gropen. Arrangemanget liknar en fisks ben (sett ovanifrån). 
I riktigt stora besättningar med hundratals kor används mjölkningskaruseller med plats för tjugo eller fler kor som samtidigt mjölkas. Kon går in och ställer sig i ett vinklat bås i karusellen och mjölkas medan hon åker ett varv runt mjölkgropen som omsluts av karusellen. 
De främsta fördelarna med mjölkgropar jämfört med mjölkningsmaskiner som flyttas från djur till djur är högre produktivitet och bättre arbetsmiljö. I ladugårdar som inte är rena lösdrifter är mjölkning i mjölkgrop även positivt för djuren som därigenom får motion och tillfälle till att utöva socialt beteende. 